# جابه‌جایی (روانکاوی)
جابجایی عبارت است از جایگزین کردن یک «برطرف‌کنندهٔ نیاز» با یکی دیگر. برای مثال، ممکن است ایگو (ego) یک شیئ در دسترس را با شیئی که در دسترس نیست جایگزین کند، یا ممکن است فعالیت یا شیئی را که اضطراب‌آور نیست، جایگزین فعالیت یا شیئی کند که اضطراب‌آور است. در جابجایی، آنچه فرد واقعاً می‌خواهد، واپس رانده شده و جای خود را به چیز دیگری می‌دهد. زمانی است که فرد برای مقابله با کشمکش‌های درونی یا استرس، احساسات منفی خود دربارهٔ یک موضوع را، به‌طور ناخودآگاه به موضوع دیگری انتقال می‌دهد که معمولاً خطرناکی آن کمتر است. برای مثال، مردی که از رفتار کارفرمای خود در یک روز خاص ناراحت شده‌است، چند دقیقه بعد از رسیدن به خانه، از یک کار کوچک فرزند خود به شدت عصبانی می‌شود. خشم او از کار بچه اش افراطی است و با جرم مرتکب شده تناسبی ندارد. علت اصلی خشم وی رئیسش است اما چون کودک در دسترس است و کمتر از کارفرمای وی خطرناک است، او خشم خود از رئیسش را به فرزندش جا بجا یا منتقل می‌کند. در فارسی به این کار می‌گویند: «دق دلی یا حرص خود را سر دیگری خالی کردن». محدودیت‌ها و الزامات اجتماعی معمولاً افراد را مجبور می‌سازد خشم خود را نگه دارند و آن را سر کسانی خالی کنند که بیشتر از همه دوستشان دارند. همچنین مثلا وقتی فرد به‌طور ناخودآگاه از عموی خود، که به کمک عصا راه می‌رود، متنفر است و به علت مکانیسم دفاعی و ناخودآگاهِ واپس رانی، از این موضوع خبر ندارد، ممکن است نفرت خود را به همهٔ عصاها جابجا کند، و در نتیجه، از هر نوع عصایی بدش بیاید. در این مثال، نفرت فرد از عمویش ناخودآگاه است اما نفرتش از عصا خودآگاه خواهد بود.
فروید می‌گوید که کلّ تمدن به جابجایی انرژی لیبیدی از یک شیئ به شیئی دیگر وابسته‌است. وقتی جابجایی به چیزی مفید برای جامعه منجر می‌شود، به آن والایش یا اعتلاء می‌گویند، مثلاً تمایلات جنسی به فعالیت‌هایی مثل نقاشی، نویسندگی، معماری، یا صرفاً پُرکاری جابجا شده، اعتلاء می‌یابند.
همهٔ تمایلات می‌توانند جابجا شوند حتی آنهایی که به غریزهٔ مرگ ربط دارند. برای مثال، تمایل به خود-تخریبی به تخریب دیگران جابجا شود، یا تمایل به پرخاشگری به فردی خطرناک می‌تواند با پرخاشگری به اشیائی کمتر خطرناک، مثلاً به اتومبیل‌های دیگر (به هنگام رانندگی به سوی خانه)، کودکان، و حیوانات خانگی جابجا شود. رقابت‌های ورزشی نمونه‌ای از جابجایی هستند. همهٔ این‌ها مثال‌هایی از پرخاشگری جابجا شده هستند که یکی از مهمترین مفاهیم فرویدی است.
فروید، ۱۹۰۰؛ آرلو و برنز، ۱۹۶۴ می‌گویند در مکانیسم جابجایی شما احساسی یک سویه علیه فردی دارید، اما آن را به سمت شخص یا موقعیت دیگری تغییر جهت می‌دهید.